# Амгуньлаг
Амгуньла́г (Амгу́ньский исправи́тельно-трудово́й ла́герь) — подразделение, действовавшее в системе исправительно-трудовых учреждений СССР.

## История
Амгуньлаг был создан в 1946 году. Управление Амгуньлаг располагалось в посёлке Старт, Хабаровский край и позднее на станции Хурмули Дальневосточной железной дороги (ныне одноимённый посёлок в Хабаровском крае). В оперативном командовании он подчинялся Амурскому управлению строительства БАМ и строительства 500.
Максимальное единовременное количество заключённых могло составлять более 6 500 человек.
Амгуньлаг прекратил своё существование в 1947 году.

## Производство
Основным видом производственной деятельности заключённых было железнодорожное строительство на участке БАМ Комсомольск-на-Амуре — Ургал.

## Начальники лагеря
- Н. Ф. Потёмкин (1946-1947)